# Eriksbergsgatan

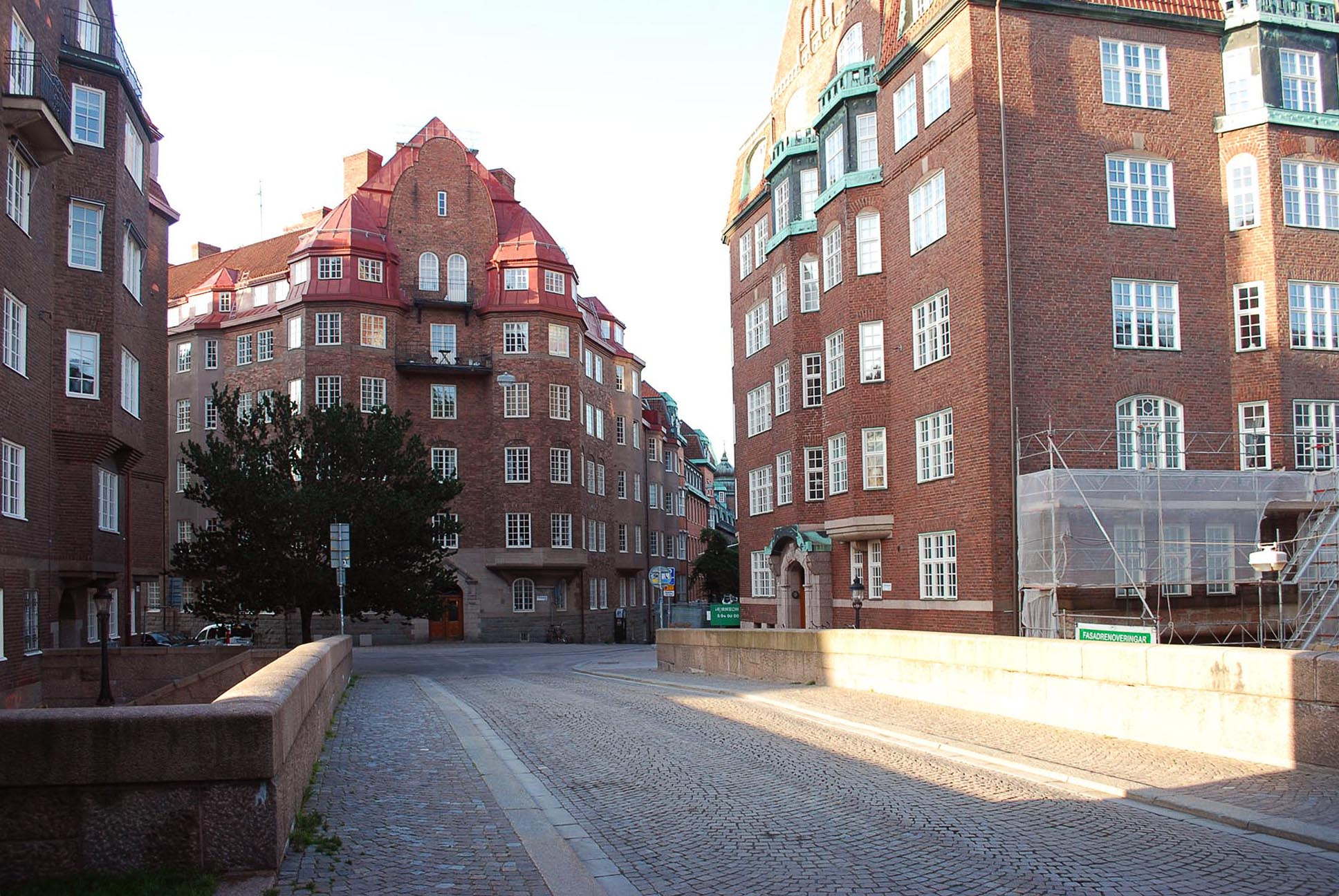
Eriksbergsgatan söderut med viadukten som korsar Runebergsgatan (i förgrunden).

Eriksbergsgatan är en gata på Östermalm i Stockholms innerstad som löper i båge runt Eriksberg med utgångspunkter från Birger Jarlsgatan. Gatan korsar den lägre liggande Runebergsgatan på en viadukt.

## Historik
Gatan fick sin nuvarande sträckning i och med 1908 års stadsplan. Vid 1885 års namnrevision hade Eriksbergsgatan gett namn till "den bibehållna delen af Lilla Träskgatan med dess förlängning". Detta i och med utdikandet av Träsket. Namnet Eriksberg kommer från egendomen som låg i området. 1912 inleddes byggnadsverksamheten på den nya Eriksbergsgatan söder om Runebergsgatan. Bland de första husen som stod färdiga var de Whitlockska och Detthowska skolorna. På gatan uppförde även Timmermansorden sitt nya Ordenspalats som stod färdig 1927.